# Raffaello Carboni
Pour les articles homonymes, voir Carboni.
Raffaello Carboni (né le 15 décembre 1817 à Urbino et mort le 24 octobre 1875 à Rome) est un écrivain et un patriote italien du Risorgimento, connu en Australie pour avoir participé à la première révolution sociale de ce pays.

## Biographie
Poète et dramaturge au service de la noble famille Torlonia, Raffaello Carboni a été inspiré par les idéaux mazziniens et en 1849 il prit part à la défense de la République romaine dans les rangs garibaldiens. Après la victoire des troupes étrangères et la chute de la République romaine, il fut contraint à l'exil, d'abord à Hanovre, en Allemagne, puis en Angleterre, d'où il a émigré en Australie en 1852, presque en même temps que Garibaldi, qui y passa à cette même période.
Après une période initiale de misère, il s'est joint à des groupes de chercheurs d'or qui, en ces années du milieu du XIXe siècle, ont commencé à affluer en Australie et en particulier à Ballarat, près de Melbourne, dans l'État de Victoria.
En 1854 une série d'incidents entre les chercheurs d'or et les autorités, en raison du coût des licences d'exploitation et des mauvais traitements infligés par la police, a abouti à un soulèvement, dont Raffaello Carboni a été, avec l'irlandais Peter Lalor, l'un des leaders. Les chercheurs en vinrent même à avancer l'hypothèse d'une République
australienne, au point que l'un des travailleurs, Albert Blak, lut une « déclaration d'indépendance. » Le soulèvement a échoué militairement, entraînant une répression par les autorités avec l'aide de l'armée, mais politiquement, il a été considéré comme une victoire parce qu'il a provoqué l'indignation de l'opinion publique en Australie, qui dès lors qu'il a pu voir dans les « barricades de l'Eureka » la première étape vers l'indépendance de l'Australie. Les faits ont été relatés en détail l'année suivante par Carboni, dans le livre La barricade de l'« Eureka. »
Carboni peut quitter l'Australie le 18 janvier 1856 grâce à l'aide d'amis mineurs. Après trois ans de voyages, au cours desquels il a visité Jérusalem et Bethléem, il rentre en Italie et travaille pour un temps comme interprète pour l'armée française à Milan. Puis il s'installe à Gênes où il assiste Agostino Bertani dans l'organisation des troupes et des fournitures pour l'expédition des Mille. Le 24 juin, il arrive à Palerme et, grâce à sa connaissance des langues (il savait parfaitement, l'anglais, l'allemand, le français et l'espagnol), il a été nommé dans la charge d'interprète et de traducteur. Plus tard, il a été le traducteur de Francesco Crispi en correspondance avec Lord John Russell.
Plus tard, il voyage en Europe pour un temps, mais, pour des raisons de santé, il doit rentrer en Italie et réside à Naples. Il reprend son activité littéraire. Mais aucune de ses œuvres ne fut représentée sur scène, ni la musique jouée en public.
Il est mort à Rome à l'hôpital San Giacomo, à l'âge de 58 ans.

## Œuvres
- La Barricata dell'Eureka (titre original The Eureka Stockade), chronique de la révolte des mineurs survenue à Ballarat en 1854
- Buffi e buffoni,
- Gli orecchini di ciliegie
- Rita (1859),
- La Campana Della Gancia (1861)
- La Santola (1861)

## Sources
- (it) Cet article est partiellement ou en totalité issu de l’article de Wikipédia en italien intitulé « Raffaello Carboni » (voir la liste des auteurs).